# Frans Henrik Kockum den yngre
Frans Henrik Kockum (født 2. juli 1840 i Malmø i Sverige, død 18. februar 1910 i Malmø) var en svensk industrileder og søn af Frans Henrik Kockum den ældre.
Kockum gik på teknisk skole i Malmø, studerede ved Hannover Polytechnikum i 1856–58 samt ved Technische Universität Bergakademie Freiberg 1858–60 og i Leoben 1860–61. Derefter virkede han i sin fars industrier og ved sidstnævntes død i 1875 overtog han ledelsen for såvel det mekaniske værksted i Södra Förstaden, det nuværende Davidshallsområde, der omdannedes til Kockums mekaniska verkstads AB i 1866 som jernværksselskabet og tobaksfabrikken, de virksomheder han derefter udelukkende beskæftigede sig med.